# Jim Thorpe, Pennsylvania
Jim Thorpe är administrativ huvudort i Carbon County i delstaten Pennsylvania. Orten har fått namn efter idrottaren Jim Thorpe efter ett förslag från Thorpes änka i samband med sammanslagningen av Mauch Chunk och East Mauch Chunk. Vid 2010 års folkräkning hade Jim Thorpe 4 781 invånare.